# Ermita de San Antonio Abad (Benigánim)
La ermita de San Antonio Abad se halla al norte del casco urbano de Benigánim (Provincia de Valencia, España), próxima a ella se encuentra el Convento de los Franciscanos y la Ermita de la Virgen de Gracia.

## Festividad
El fin de semana que sigue al 17 de enero (día de san Antonio Abad) se celebra la fiesta a este santo. El sábado se realiza una hoguera en la plaza de la beata Inés. El Domingo en la ermita se celebra una misa, procesión, bendición de animales, repartición de panes bendecidos y mascletà.